# Concentración Obrera
Concentración Obrera fue un partido político fundado en 1928 por un grupo de dirigentes que se escindieron del Partido Comunista de la Argentina, encabezados por José Fernando Penelón, uno de los fundadores de aquel partido que integraban su dirección y que en ese momento era concejal en la ciudad de Buenos Aires. En 1931 Penelón fue reelegido para ese cargo por su nuevo partido. En las elecciones de 1946 se opuso tanto a la candidatura de Perón como a la Unión Democrática.

## La escisión del Partido Comunista
Hacia 1927 un sector del Partido Comunista de la Argentina, fundamentalmente su base obrera, que tenía mayoría en la dirección del partido, postulaba una mayor atención a las reivindicaciones sociales y a la acción municipal y electoral buscando la formación de un partido con raíces locales. La principal figura de este sector era José Fernando Penelón, que además de haber sido elegido en 1926 concejal para integrar el Consejo Deliberante de la ciudad de Buenos Aires era secretario general del Partido, así como del Buró Sudamericano de la Internacional Comunista. Sus oponentes, encabezados por Rodolfo Ghioldi, ponían más acento en constituirse en los representantes locales de la Internacional Comunista que en adquirir peso dentro de la sociedad argentina. 
Cuando se agudiza el debate, el dirigente Victorio Codovilla, que integraba el primer sector, regresó precipitadamente de Moscú donde se encontraba y se plegó a las posiciones de los antipenelonistas. Ante la magnitud del conflicto, los dirigentes de la Internacional, convocaron a Moscú a Codovilla, R. Ghioldi y Penelón, pero este último por prevención prefirió no ir y la Internacional falló en favor del otro sector, que pasó a controlar el partido. Se produjo entonces el éxodo de un grupo de dirigentes y militantes entre los que se contaban, además de Penelón, figuras como Gotoldo Hummel, Germán Müller, Guillermo Schulze, Domingo Torres, Amadeo Zeme, Ruggiero Rúgilo, Florindo Antonio Moretti, Pedro Chiarante, Ricardo Cantoni y Luis Sommi (estos cuatro últimos retornaron al PCA posteriormente), que en 1928 fundan el Partido Comunista de la Región Argentina, bajo el liderazgo de Penelón.

## Desarrollo posterior
El partido posteriormente tomó el nombre de Partido Comunista de la República Argentina y , después que el gobierno militar surgido del golpe de Estado de 1930 le retiró la personería jurídica, fue refundado como Partido Concentración Obrera, que alcanzó cierta influencia política en el ámbito comunal que permitió que Penelón fuera reelegido concejal por el período 1931-1935. Durante su gestión el partido se opuso a la privatización de los servicios públicos dependientes de la Municipalidad de Buenos Aires y contra las actividades de las empresas monopólicas, habiendo participado en el debate oponiéndose a la escandalosa prórroga de la concesión de la CHADE.
En 1945 se opuso tanto a la candidatura peronista como a la de la Unión Democrática (a la que definió de "fundamentalmente oligárquica") y propuso, sin éxito, que radicales, socialistas, comunistas y demoprogresistas apoyaran la fórmula Honorio Pueyrredón-Alfredo Palacios. De cara a las elecciones de 1951 llevando a Penelón como candidato a Presidente, obteniendo 1223 votos, lo que representó el 0,02% de los sufragios.